# Rollo (Normandie)

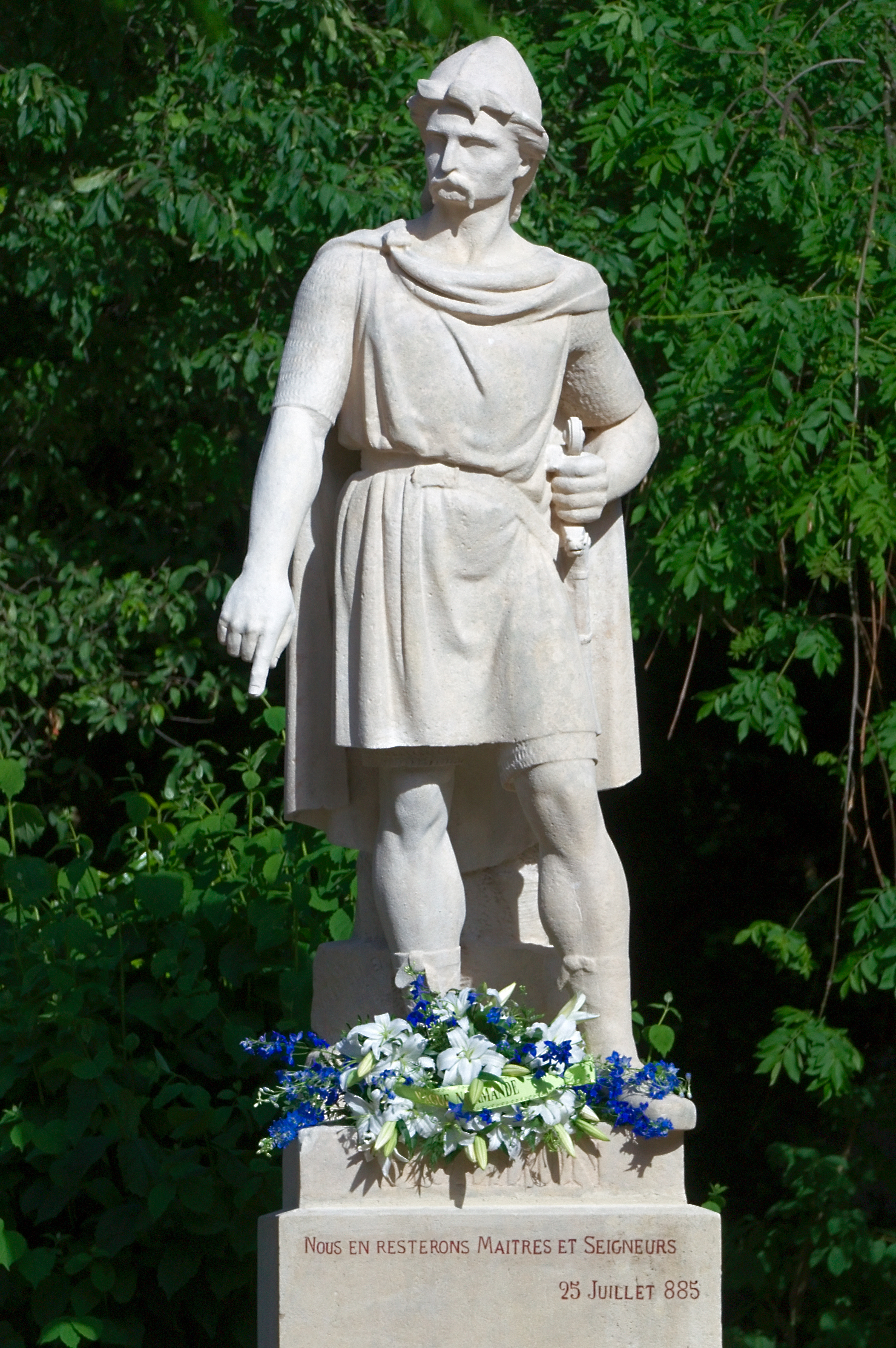
Rollo-Statue in Rouen

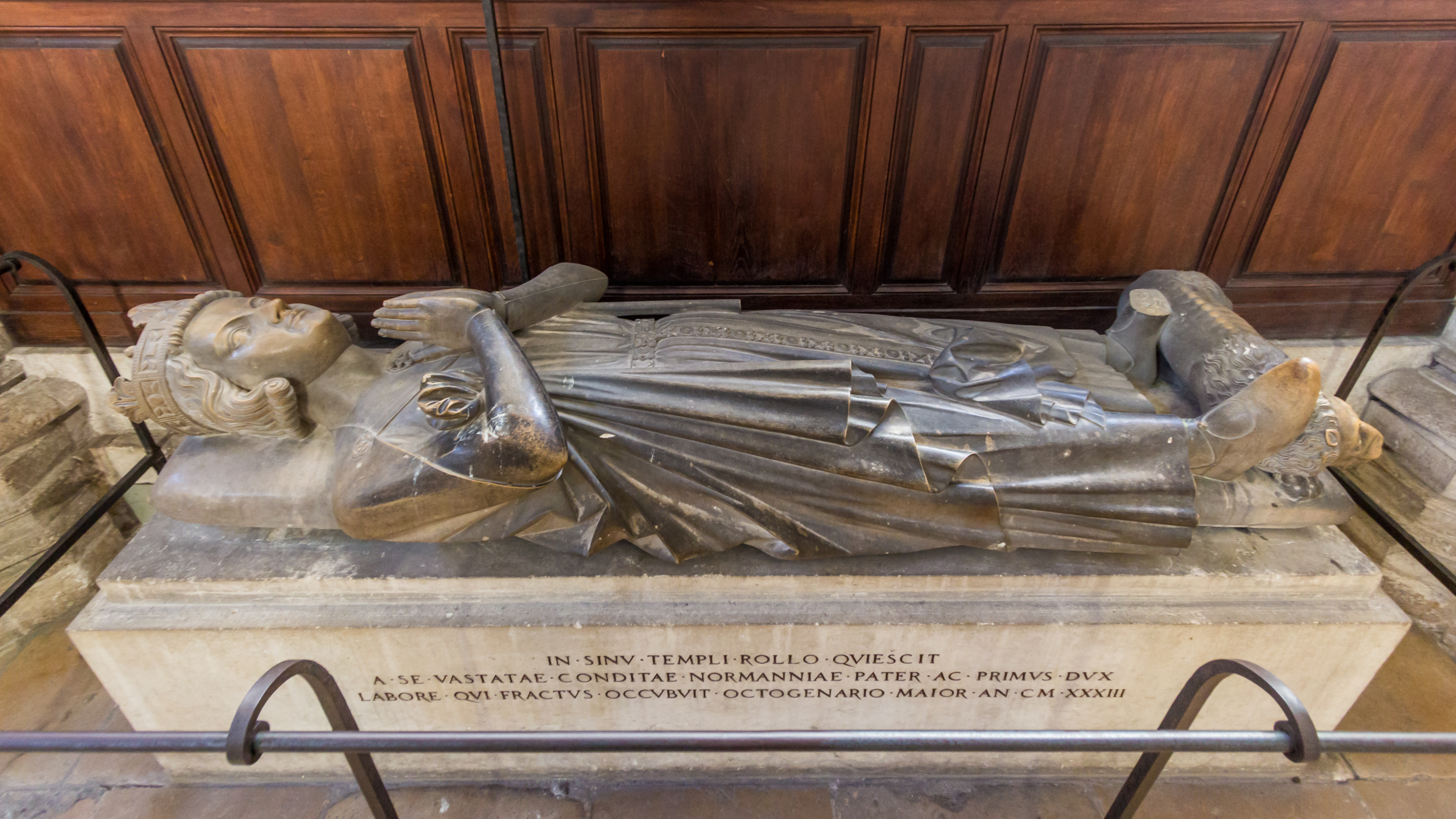
Das Grab Rollos in Rouen

Rollo (altnordisch Hrólfr) (* 846; † 931 oder 932) ist der fränkisch-lateinische Name eines Wikingers, der im Jahr 911 den letzten großen Überfall der Wikinger auf das Westfrankenreich kommandierte. Dudo von Saint-Quentin hielt ihn für einen Dänen. Diese Aussage hat Gewicht, da sein Informant Raoul d’Ivry ein Halbbruder des Normannenherzogs Richard I. war. Zudem kam er mit einem dänischen Kontingent aus England.

## Kontinentaleuropäische Überlieferung
Rollo schloss mit Karl dem Einfältigen 911 den Vertrag von Saint-Clair-sur-Epte. Rollo ließ sich taufen, seitdem nannte er sich Robert. Nach der Taufe erhielt er ein Gebiet am Unterlauf der Seine als Lehen. Flodoard von Reims, der zeitlich den Ereignissen nahestand, nennt ihn nicht namentlich. Vielmehr wird er dort als princeps Normannorum (lateinisch für „Fürst der Normannen“) bezeichnet.
Die Grafschaft Rouen ist der Ursprung der heutigen Normandie. In erster Ehe war Rollo mit Poppa von Bayeux verheiratet. Mit ihr hatte er eine Tochter, Adele, Herzogin von Poitou, und einen Sohn namens Wilhelm (900–942). In einem Klagelied auf dessen Tod heißt es, er sei von einem transmarinus pater (einem Vater von jenseits des Meeres) gezeugt worden in errore paganorum permanente (der im Irrtum der Heiden verblieb). Der Chronist Richer von Reims (940–995) beschreibt ihn als dux Rollo, fili Catilli („Herzog Rollo, Sohn des Catillus“) und Anführer von Piraten (lateinisch pyratae), die Neustrien und das Loiregebiet verheerten. In einem Translationsbericht aus dieser Zeit werden er und seine Wikinger als beutegierig und grausam geschildert, ihnen wird auch Folter vorgeworfen.
In zweiter Ehe soll er Gisela oder Gisla, eine Tochter Karls des Einfältigen, geheiratet haben. Nach seinem Tod wurde er in der Kathedrale von Rouen bestattet.
Seine Nachfolger nannten sich Herzöge der Normandie und waren in das christliche Feudalsystem des früheren Frankreich integriert. Dessen Richtlinien lieferten dann auch später die Rechtsgrundlage für die Eroberung Englands durch Wilhelm den Eroberer, der ein direkter Nachfahre Rollos war.

## Altnordische Quellen
Der Landnámabók zufolge waren seine Eltern Hildr Hrólfsdóttir und Rǫgnvaldr Eysteinsson.
Die altisländische Göngu-Hrólfs Saga aus dem 14. Jahrhundert handelt von der Brautwerbung ihres Helden Göngu-Hrólfr („Rollo der Geher“), dessen Name damit erklärt wird, dass ihn aufgrund seiner Körpergröße kein Pferd tragen konnte. Aus Ausgrabungen geht hervor, dass Pferde in Skandinavien zur damaligen Zeit nur eine Widerristhöhe von ca. 1,1 bis 1,3 m hatten. Der Sagenheld wurde gelegentlich mit Rollo identifiziert, jedoch gilt diese Zuweisung inzwischen als unsicher.

## Adaption in Literatur und Film
Bereits im 17. Jahrhundert wurde ein Theaterstück namens Rollo Duke of Normandy geschrieben und aufgeführt, in dem Rollo die Hauptrolle spielt.
In mehreren Liedern der Musikband Torfrock taucht die Figur „Rollo der Wikinger“ auf, die in deren Texten jedoch in der schleswig-holsteinischen archäologisch erschlossenen Wikingersiedlung Haithabu verortet wird. Die bekanntesten Liedtitel lauten „Rollo der Wikinger“, „Rollos Taufe“, „Rollos Wampe“ und „Volle Granate, Renate“.
In der französischen Comicserie Les Chroniques barbares (deutsch: „Chronik der Barbaren“) von Jean-Yves Mitton aus den 1990ern wird im zweiten Band, La Loi des Vikings (deutsch: „Das Gesetz der Wikinger“), der Vertragsschluss von Saint-Clair-sur-Epte frei interpretiert.
Rollo ist eine der Hauptfiguren in der kanadisch-irischen Fernsehserie Vikings von 2013. Darin ist der von Clive Standen gespielte Rollo der Bruder des im Mittelpunkt stehenden Ragnar Lodbrok. In der nicht historischen Serie wird die Beziehung zu seinem Bruder thematisiert.
Im Computerspiel Assassin’s Creed Valhalla von 2020 hat Rollo einen kleinen Auftritt im Rahmen der Eastseaxe Saga, wo er im Alter von 17 Jahren in die Ereignisse um Aldermann Birstan und seine Frau Estrid verwickelt wird.